# Une folie
Une folie est une pièce de théâtre de Sacha Guitry créée sur la scène du théâtre des Variétés le 19 mai 1951. Il s'agit de la seconde version d'une comédie de 1938 du même auteur, Un monde fou.

## Théâtre des Variétés, 1951
- Mise en scène : Sacha Guitry
- Décors : Bartaud

Distribution :
- Docteur Flache : Sacha Guitry
- Missia : Lana Marconi
- Jean-Louis Cousinay : Jacques Morel
- Mademoiselle Putifat : Sophie Mallet
- Valentine : Jeanne Fusier-Gir

## Théâtre du Palais-Royal, 1993
Du 14 janvier au 11 avril 1993
- Mise en scène : Jacques Échantillon
- Scénographie : Agostino Pace
- Costumes : Michel Fresnay

Distribution :
- Docteur Flache : Robert Hirsch
- Missia : Michèle Laroque
- Jean-Louis Cousinet : Jean-Jacques Moreau
- Mademoiselle Putifat : Sophie Forte
- Valentine : Annie Grégorio

Ce spectacle a été nommé aux Molières 1993 dans les catégories Molière du comédien (Robert Hirsch) et Molière de la comédienne dans un second rôle (Annie Grégorio).